# Ibrahim Gambari
Ibrahim Agboola Gambari, född den 24 november 1944 i Ilorin, Nigeria) är en nigeriansk diplomat. Han är sedan den 1 juli 2005 FN:s undergeneralsekreterare. Gambari har tidigare varit utrikesminister i Nigeria.
Under protesterna mot militärjuntan i Myanmar i september 2007 reste Gambari som FN:s särskilda sändebud för att träffa juntaledarna och försöka förmå dem att inte möta demonstrationerna med våld.
Sedan 1 januari 2010 leder han African Union – United Nations Hybrid Operation in Darfur i Darfur, Sudan.